# カナの婚宴

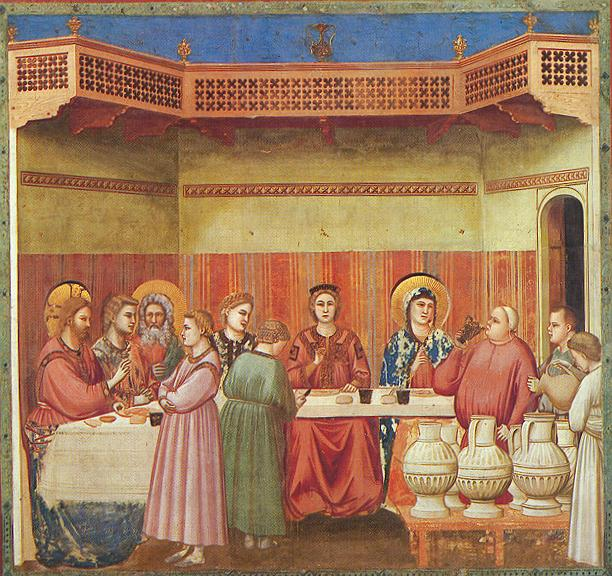
ジョット画「カナの婚宴」（14世紀）

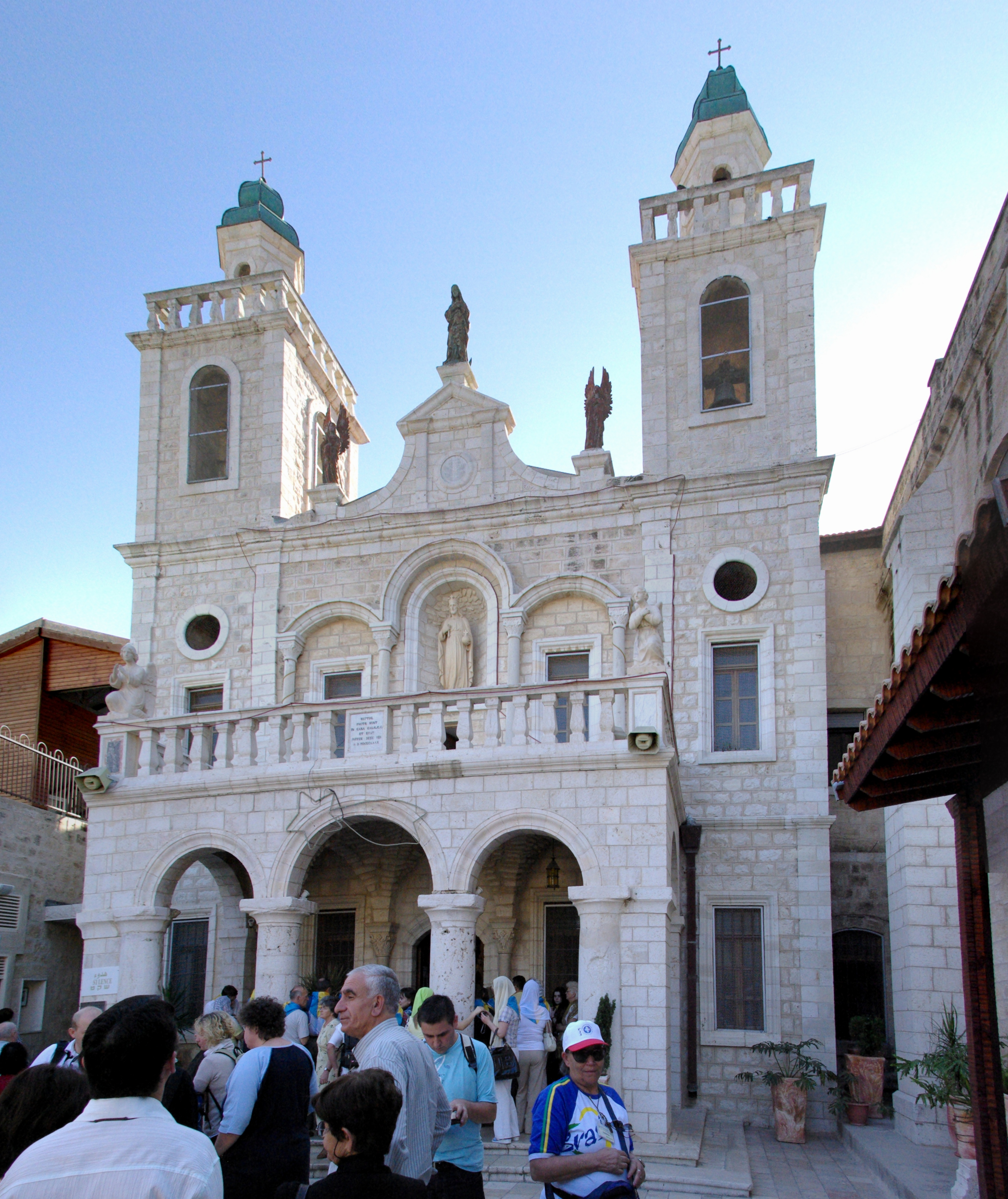
カフル・カンナにあるカトリック「カナの婚宴教会」

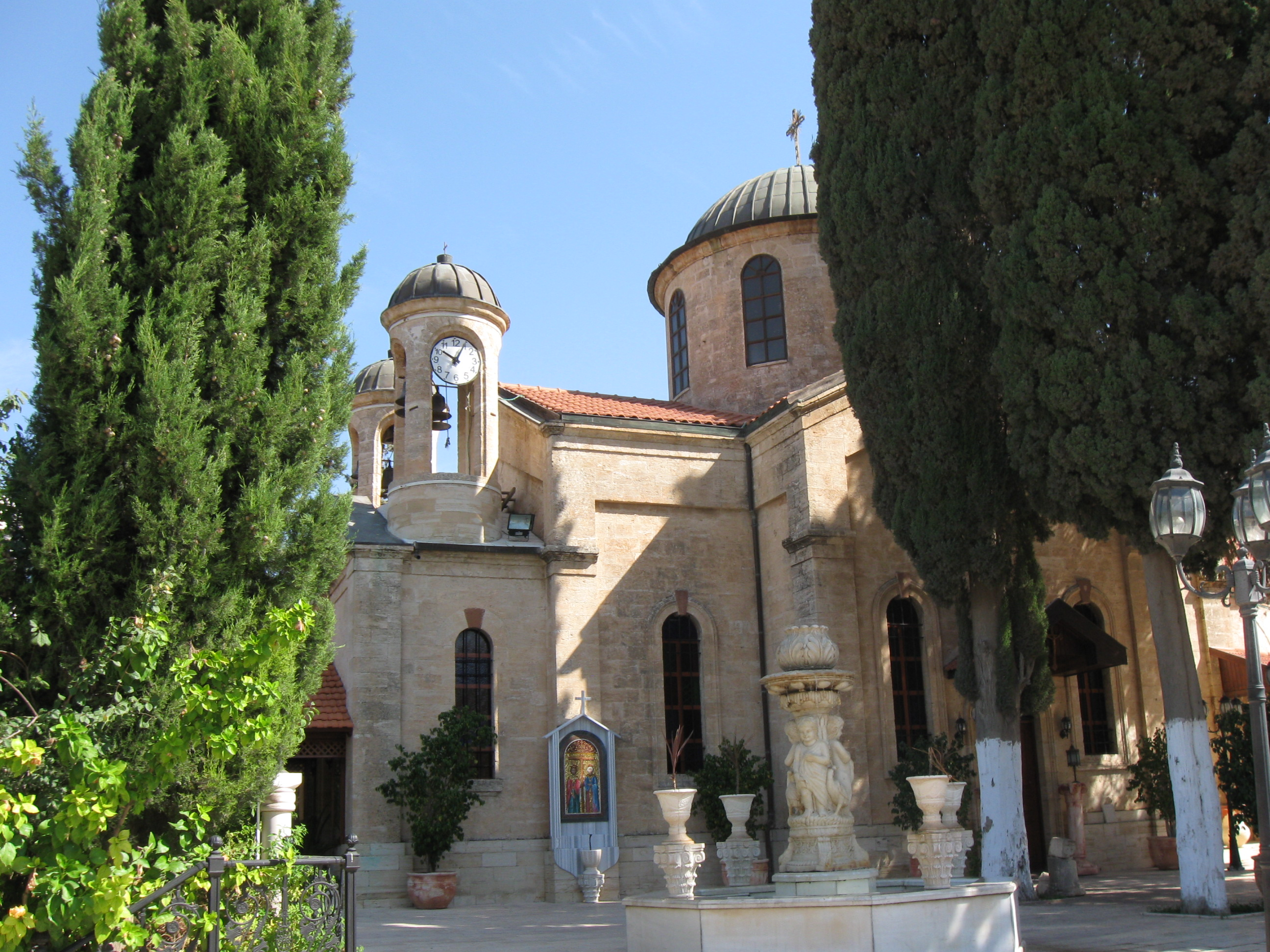
「聖ゲオルギオス正教会」（カフル・カンナ）

カナの婚宴（カナのこんえん: ラテン語: Nuptiae in Cana factae)）は、イエス・キリストの最初の奇跡としてヨハネ福音書2章1-11節に記されている。

## 場所
カナの婚宴がどこであったかには、諸説ある。
- ガリラヤのカフル・カンナ（Kafr Kanna）北緯32度45分 東経35度21分 / 北緯32.750度 東経35.350度座標: 北緯32度45分 東経35度21分 / 北緯32.750度 東経35.350度
- ガリラヤのキルベト・カナ（Khirbet Qana）
- 南レバノンのアイン・カナ（Ain Qana）
- 南レバノンのカナ（Qana）

このうち、カフル・カンナにはカトリック教会が建てた「カナの婚宴教会」があり、イスラエル巡礼では寄る人が多い。すぐ近くには、「聖ゲオルギオス正教会」もある。レバノンのカナの方が実際にはナザレに近いので、レバノン住在のクリスチャンはそこへ詣でる。